# Heilige Dreifaltigkeit (Dietershofen bei Illertissen)

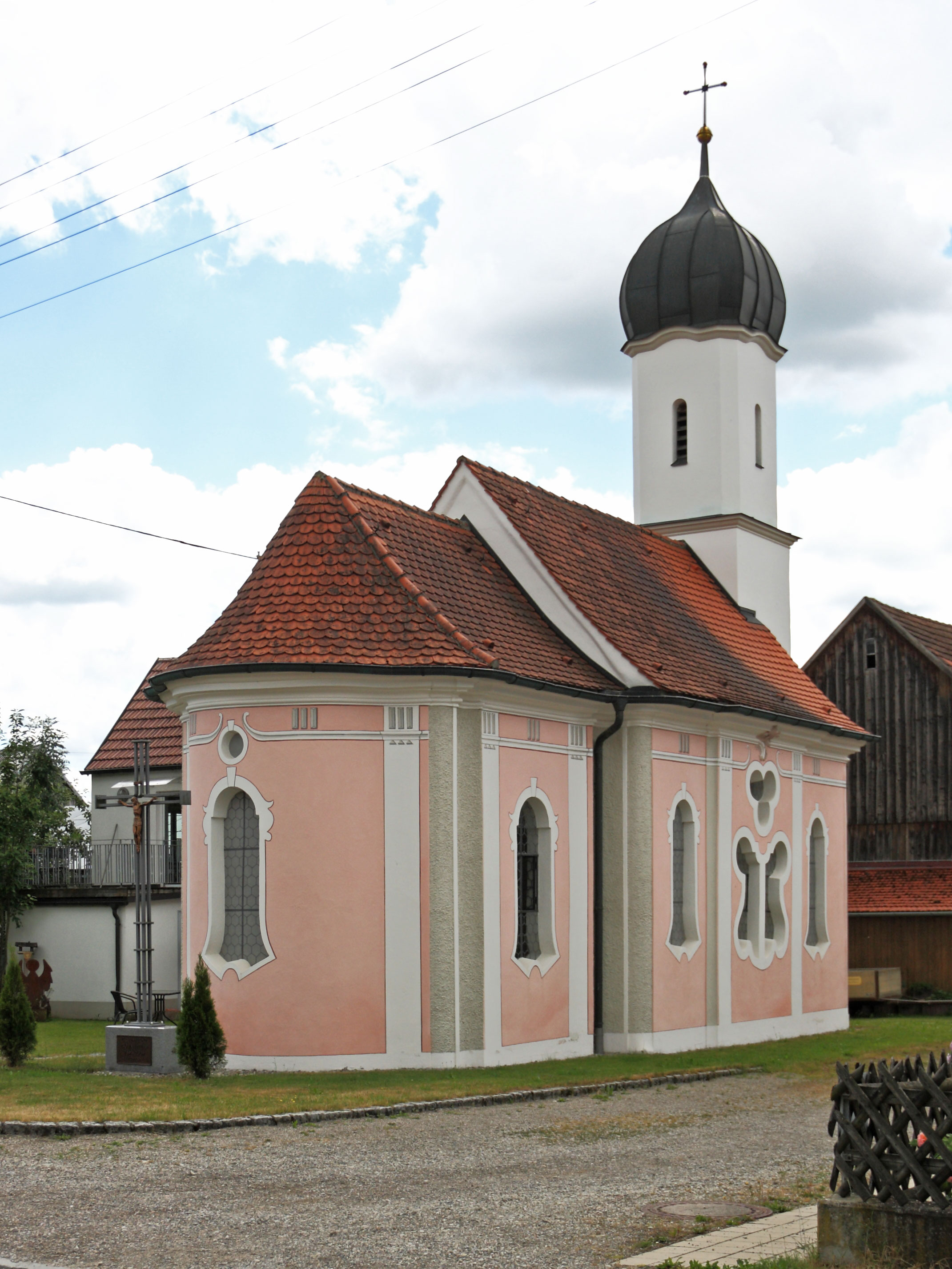
Heilige Dreifaltigkeit in Dietershofen bei Illertissen

Die römisch-katholische Kapelle Heilige Dreifaltigkeit steht in Dietershofen bei Illertissen, einem Gemeindeteil des Marktes Buch im schwäbischen Landkreis Neu-Ulm in Bayern. Das Bauwerk ist in der Liste der Baudenkmäler in Buch (Schwaben) als Baudenkmal unter der Nr. D-7-75-118-11 eingetragen.

## Beschreibung

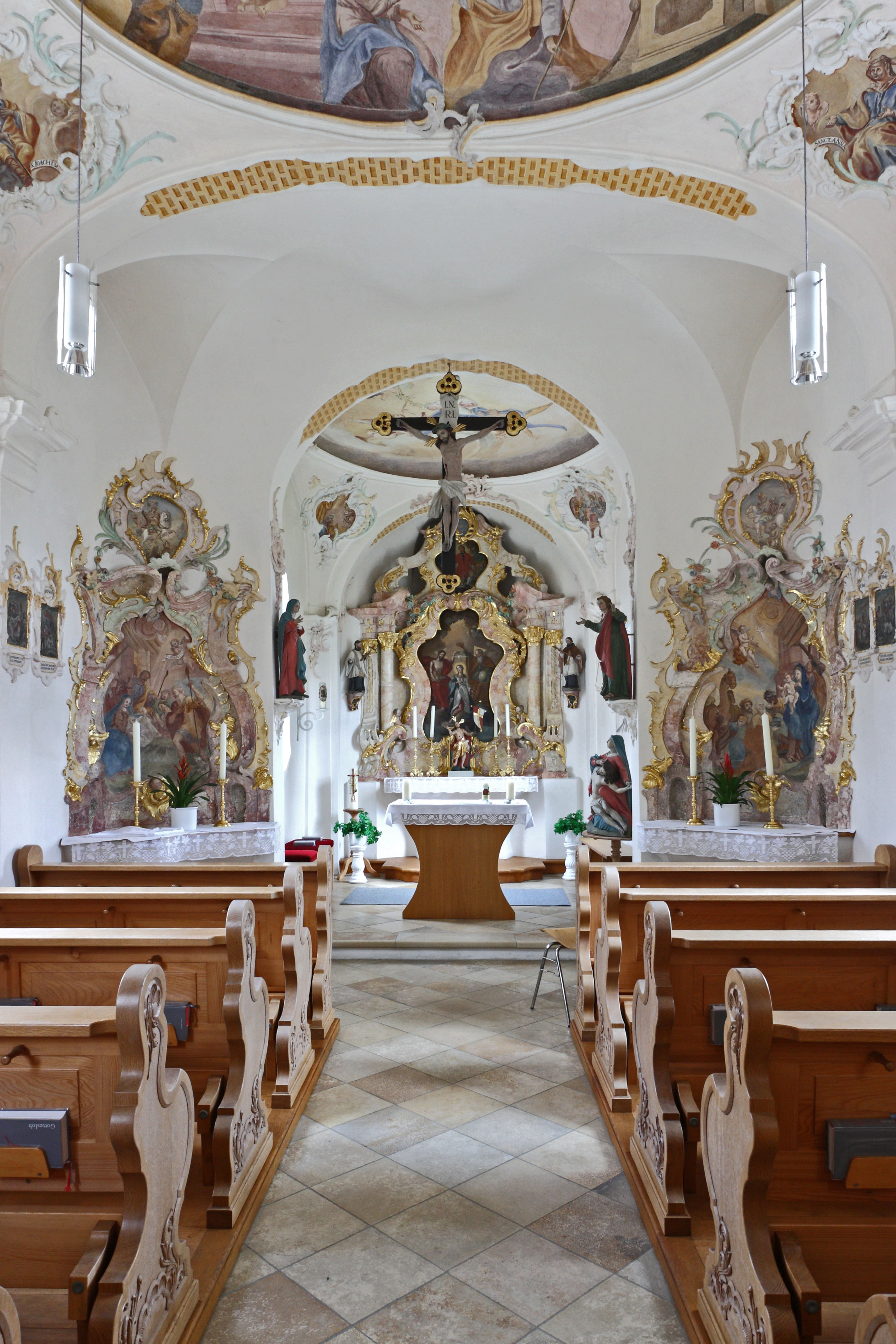
Blick zum Chor

Die Kapelle wurde 1759 nach einem Entwurf von Jakob Jehle erbaut. Die Saalkirche besteht aus einem Langhaus zu drei Achsen, einem eingezogenen, halbrund geschlossenen Chor im Osten und einem Fassadenturm im Westen, der mit einer Zwiebelhaube bedeckt ist. Der Außenraum ist mit Pilastern verziert. Der Innenraum des Langhauses ist mit einem Flachkuppel überspannt, der des Chors mit einem Spiegelgewölbe. Die Kirchenausstattung stammt aus der Erbauungszeit. Der Hochaltar wird von Statuetten des Franz Xaver und des Johannes Nepomuk flankiert. Die Orgel wurde 1798 von Meinrad Dreher gebaut.